# Limpa-folha-de-sobre-ruivo
O limpa-folha-de-sobre-ruivo (Philydor erythrocercum) é uma espécie de ave passeriforme da família Furnariidae, pertencente ao gênero Philydor. É nativa da bacia amazônica e do Escudo das Guianas, na América do Sul.

## Distribuição e habitat
Distribui-se do sul da Colômbia, em direção ao leste, através do centro sul e oriental da Amazônia brasileira, e novamente em direção ao nordeste através da Guiana, Suriname e Guiana Francesa; e ao sul através do leste do Equador, leste do Peru, até o centro-norte da Bolívia.
Esta espécie é considerada bastante comum em seu habitat natural, nos níveis baixos e médios da floresta úmida da Amazônia, em terras baixas, principalmente em terra firme e altitudes de até 1300 m de altitude e no Peru e Bolívia até 1600 m.

## Descrição
O limpa-folha-de-sobre-ruivo mede 14 e 15 cm de comprimento e pesa 18 e 31 g. É um limpa-folha bastante pequeno, com cores opacas e cauda visivelmente contrastante. Sua cabeça e asas são marrom-acinzentadas. Possui um anel ocular esbranquiçado e duas finas linhas pós-oculares pretas e brancas. A garganta e a parte inferior esbranquiçadas são de cor creme com lados cinza. O dorso é castanho azeitona e a cauda e a garupa são ruivas ferruginosas.

### Vocalização
Canta repetidamente quatro ou cinco notas agudas "shrii" e grita com um "whiiik" abrupto e estridente.

## Sistemática

### Descrição original
A espécie P. erythrocercum foi descrita pela primeira vez pelo ornitólogo austríaco August von Pelzeln em 1859 sob o nome científico Anabates erythrocercus; sua localidade tipo é: "Manaus, Brasil".

### Etimologia
O nome genérico neutro "Philydor" deriva do grego "philos": que ama, e "hudōr": água; significando "que ama a água". E o nome da espécie "erythrocercum", vem do grego "eruthros": vermelho e "kerkos": cauda; significando "cauda vermelha". O nome da espécie às vezes é escrito erythrocercus, mas deve ser consistente com a neutralidade de gênero.

### Taxonomia
Esta espécie está mais próxima de Philydor fuscipenne e foi anteriormente tratada como coespecífica; um estudo genético recente descobriu que o par que ambas formam é irmão do gênero Megaxenops. A subespécie distinta montanhosa ochrogaster foi tratada como uma espécie separada, mas difere apenas pela faixa superciliar, garganta e área malar de cor creme claro e não esbranquiçada suja, e as partes inferiores levemente misturadas com cinza e as correspondentes partes dorsais inferiores e coberturas das asas de cor menos quente; a canção é aparentemente semelhante à do nominal, senão indistinguível. A plumagem da subespécie lyra varia de cor clinalmente.

### Subespécies
De acordo com as classificações do Congresso Ornitológico Internacional (COI) e taxonomia de Clements v.2018, são reconhecidas cinco subespécies, com a sua correspondente distribuição geográfica:
- Philydor erythrocercum erythrocercum (Pelzeln, 1859) – Guianas e nordeste do Brasil (a leste do rio Negro, ao sul até o rio Amazonas.
- Philydor erythrocercum subfulvum (P.L. Sclater, 1862) – sul da Colômbia (ao sul do oeste de Meta), leste do Equador e norte do Peru (ao norte do rio Amazonas, a oeste do rio Ucaiáli).
- Philydor erythrocercum suboles (Todd, 1948) – sudeste da Colômbia (Amazonas) e noroeste do Brasil (norte do rio Amazonas e leste do Rio Negro).
- Philydor erythrocercum lyra (Cherrie, 1916) – leste amazônico do Peru (ao sul do rio Amazonas e leste de Ucayali), Brasil (leste, sul do rio Amazonas, ao norte do Maranhão, sul até Mato Grosso) e norte da Bolívia (Pando, norte de Beni).
- Philydor erythrocercum ochrogaster (Hellmayr, 1917) – Andes, do centro do Peru (ao sul de Huánuco) do sul ao centro-norte da Bolívia (ao sul até Cochabamba, com registros visuais a noroeste de Santa Cruz).